# Linyphantes orcinus
Linyphantes orcinus là một loài nhện trong họ Linyphiidae.
Loài này thuộc chi Linyphantes. Linyphantes orcinus được James Henry Emerton miêu tả năm 1917.